# Objemový zlomek
Objemový zlomek je způsob vyjádření koncentrace složky směsi. Je definován jako podíl objemu složky dělený součtem objemů všech složek před smícháním.
{\displaystyle \phi _{i}={\frac {V_{i}}{\sum _{j}V_{j}}}}
Je to bezrozměrná veličina, součet objemových koncentrací všech složek směsi se rovná 1.
{\displaystyle \sum _{i=1}^{N}V_{i}=V;\qquad \sum _{i=1}^{N}\phi _{i}=1}

## Objemová procenta
Objemová procenta vyjadřují koncentraci rozpuštěné látky, ve jmenovateli je ale objem výsledného roztoku:
{\displaystyle {\text{objemová procenta}}={\frac {\text{objem složky}}{\text{objem roztoku}}}\times 100}
Často se používají v případě mísení dvou kapalin nebo plynů, ale objem je aditivní pouze pro ideální kapaliny a přibližně i pro velmi zředěné roztoky, tzn. že výsledný objem se u reálných roztoků nerovná součtu objemů jednotlivých složek.